# Minimální a maximální prvek

Na obrázku jsou při dané množině A prvky e, h a j maximální z A a prvky a, c a e minimální. Maximální a minimální prvky nemusí být v množině jedinečné. Prvek e na obrázku je maximální i minimální zároveň.

Jako minimální prvek resp. maximální prvek uspořádané množiny se označuje takový prvek, který není větší resp. menší než žádný jiný prvek této množiny. Formálně:
prvek a ∈ A je minimálním prvkem množiny A, pokud pro libovolný prvek b ∈ A platí:
pokud b ≤ a, pak a = b,
prvek a ∈ A je maximálním prvkem množiny A, pokud pro libovolný prvek b ∈ A platí:
pokud a ≤ b, pak a = b,
kde ≤ je binární relace neostrého uspořádání.
Minimální resp. maximální prvek obecně nemusí být nejmenším prvkem (tj. zatímco není větší než libovolný jiný prvek, nemusí být menší než všechny ostatní prvky) resp. největším prvkem (tj. zatímco není menší než libovolný jiný prvek, nemusí být větší než všechny ostatní prvky). Minimálních resp. maximálních prvků může být v jedné množině víc. Pokud však množina má nejmenší resp. největší prvek, je tento prvek jediným minimálním resp. maximálním prvkem.
Na úplně uspořádaných množinách je však každý minimální resp. maximální prvek zároveň nejmenším resp. největším prvkem.

### Příklad
Mějme množinu všech podmnožin (potenční množinu) množiny { 1, 2, 3 } částečně uspořádanou relací „být podmnožinou“. Pokud za množinu A vezmeme její podmnožinu obsahující jednoprvkové množiny, jsou všechny její prvky zároveň minimální i maximální (neboť žádný prvek není menší ani větší než žádný jiný), přičemž žádný není nejmenší ani největší.